# 归化中华人民共和国公民的足球运动员列表
此列表是指原籍其他国家，后归化中华人民共和国国籍的足球运动员。

## 历史
1990年出生在上海、父亲是坦桑尼亚人、母亲是中国人的中国籍球员艾迪·弗朗西斯曾在2004年为中国14岁以下国家足球队出场一次，这是中国大陆国字号球队首次出现混血球员。
从2019年开始，鉴于国内投身足球行业越来越少及青黄不接，为了改善国家队的实力，中国开始归化外国球员。英国出生的塞浦路斯和中国裔球员李可（原名尼科·延纳里斯）是加入中国国家队的首位归化球员。随后，没有中国血统的巴西球员艾克森入籍，成为第90位选择代表巴西以外国家队出战的巴西人。
中国主要的归化球员分三类：一是海外华裔优秀运动员，例如李可和侯永永；二是在中国效力已久的外援，例如艾克森；三是外国的优秀青年运动员，例如德尔加多。
然而即使将外籍球员归化中国，中国队的实力并没有得到明显的提升。而且大部分归化中国的球员亦甚少被国家队征召入大名单。

## 列表
以下是确定的、较知名的、从其他国家籍归化为中华人民共和国国籍的足球运动员。
如果球员之前曾代表其他国家队参加过正式比赛，在转为中国国籍后则不能为中国国家队出战。但是，球员可以作为中国国内球员（即“内援”）的身份参加中国国内的足球联赛和杯赛。
| 中文姓名   | 常用原名                                                          | 出生日期及年龄 | 原籍   | 归化年份  | 中国国家队资格 | 有华裔血统 | 归化理由                                               | 备注                                                           | 参考资料 |
| ---------- | ----------------------------------------------------------------- | -------------- | ------ | --------- | -------------- | ---------- | ------------------------------------------------------ | -------------------------------------------------------------- | -------- |
| 侯永永     | John Hou Sæter （伊翁·侯·赛特）                                   | 1998年1月13日  | 挪威   | 2019      | Green tick     | Green tick | 出生于挪威特隆赫姆。父亲挪威人，母亲中国人。籍贯洛阳   | 现效力于云南玉昆足球俱乐部                                     | [ 4 ]    |
| 钱杰给     | Alexander N'Doumbou （亚历山大·恩杜姆布）                         | 1992年1月4日   | 加彭   | 2019      | Red X          | Green tick | 加蓬让蒂尔港出生。父亲加蓬人，母亲中国人。籍贯浙江     | 现效力于浙江职业足球俱乐部                                     | [ 5 ]    |
| 李可       | Nico Yennaris （尼科·延纳里斯）                                   | 1993年5月24日  | 英格兰 | 2019      | Green tick     | Green tick | 英國萊頓斯通出生。父亲賽普勒斯人，母亲中国人。籍贯广东 | 现效力于上海申花足球俱乐部                                     | [ 6 ]    |
| 德尔加多   | Pedro Delgado （佩德罗·德尔加多）                                 | 1997年4月7日   | 葡萄牙 | 2019      | Green tick     | Red X      | 未知；无华裔血统                                       | 现效力于山东泰山足球俱乐部，租借至成都蓉城足球俱乐部           | [ 7 ]    |
| 艾克森     | Elkeson （埃尔克森）                                              | 1989年7月13日  | 巴西   | 2019      | Green tick     | Red X      | 长期居住于中国；无华裔血统                             | 已退役                                                         | [ 8 ]    |
| 蒋光太     | Tyias Browning （泰亚斯·布朗宁）                                  | 1994年5月27日  | 英格兰 | 2019      | Green tick     | Green tick | 英國利物浦出生。母亲中国人。籍贯广东江门               | 现效力于上海海港足球俱乐部                                     | [ 9 ]    |
| 洛国富     | Aloísio dos Santos Gonçalves （阿洛伊西奥·多斯桑托斯·贡萨尔维斯） | 1988年6月19日  | 巴西   | 2019      | Green tick     | Red X      | 长期居住于中国；无华裔血统                             | 已退役                                                         |          |
| 阿兰       | Alan Carvalho （阿兰·卡瓦略）                                     | 1989年7月10日  | 巴西   | 2019      | Green tick     | Red X      | 长期居住于中国；无华裔血统                             | 已退役                                                         |          |
| 高拉特     | Ricardo Goulart （里卡多·高拉特）                                 | 1991年5月5日   | 巴西   | 2019–2022 | Red X          | Red X      | 长期居住于中国；无华裔血统                             | 已退役，2022年1月25日宣布放弃中国国籍，并将重获巴西国籍        | [ 11 ]   |
| 费南多     | Fernandinho （费尔南多）                                          | 1993年3月16日  | 巴西   | 2020      | Green tick     | Red X      | 长期居住于中国；无华裔血统                             | 现为自由球员                                                   | [ 12 ]   |
| 萧涛涛     | Roberto Siucho （罗伯托·萧初）                                    | 1997年2月7日   | 秘魯   | 2020–2023 | Red X          | Green tick | 秘鲁利馬出生。父亲中国人。籍贯广东中山                 | 现效力于秘鲁体育大学，租借至阿里安沙，2023年宣布放弃中国国籍。 | [ 13 ]   |
| 徐辉       | 서휘 （徐輝）                                                         | 1999年6月16日  |        | 2022      | 待定           | Green tick | 韩国出生。父亲中国人。籍贯上海                         | 现效力于南通支云足球俱乐部                                     |          |
| 楊明洋     | Ming-yang Yang （楊明洋）                                         | 1995年7月11日  | 瑞士   | 2021      | Green tick     | Green tick | 瑞士出生。父亲中国人。籍贯湖北武漢                     | 现效力于成都蓉城足球俱乐部                                     |          |
| 王毅       | Danny Wang Yi （王毅）                                            | 1998年4月15日  | 義大利 | 2021      | 待定           | Green tick | 意大利出生。祖父中国人。籍贯浙江麗水青田县             | 现效力于武汉三镇足球俱乐部                                     |          |
| 塞尔吉尼奥 | Sérgio Antônio Soler de Oliveira Júnior （塞尔吉尼奥）            | 1995年3月15日  | 巴西   | 2024      | Green tick     | Red X      | 长期居住于中国；无华裔血统                             | 现效力于北京国安足球俱乐部                                     |          |

### 引用
1. ↑  .   [2021-06-07]. （原始内容存档于2017-09-14）.
2. ↑  . 新华网. 2019-05-30  [2019-06-06]. （原始内容存档于2019-07-19）.
3. ↑  .   [2021-06-07]. （原始内容存档于2021-06-07）.
4. ↑  . Sina. 25 September 2018  [26 September 2018]. （原始内容存档于2021-03-08）.
5. ↑  . Gabonews. 26 January 2010  [26 July 2010]. （原始内容存档于2 February 2010） （法语）.
6. ↑  . 1 February 2019  [1 February 2019]. （原始内容存档于2021-03-08） （中文）.
7. ↑  . Sina.   [2019-02-01]. （原始内容存档于2019-07-30） （中文）.
8. ↑  . CNA. 18 August 2019  [19 August 2019]. （原始内容存档于2019-09-14）.
9. ↑  .   [2021-06-07]. （原始内容存档于2021-03-08）.
10. ↑  财经头条. . cj.sina.com.cn.   [2022-01-28].[]
11. ↑  .   [2021-06-07]. （原始内容存档于2021-06-07）.
12. ↑  . Footballzz.   [31 July 2014]. （原始内容存档于2019-01-23）.
13. ↑  . Sina. 2019-02-01  [2019-02-01]. （原始内容存档于2021-03-08） （中文）.